# Sonchus wildpretii
Sonchus wildpretii là một loài thực vật có hoa trong họ Cúc. Loài này được U.Reifenb. & A.Reifenb. miêu tả khoa học đầu tiên năm 1992.